# Danh sách cầu thủ tham dự Cúp bóng đá Nam Mỹ 1979
Đây là danh sách đội hình các đội tuyển tham dự Cúp bóng đá Nam Mỹ 1979. Vòng Một diễn ra với 3 bảng mỗi bảng 3 đội với việc Peru, vào thẳng bán kết.

## Bảng A

### Chile
Huấn luyện viên:  Luis Santibáñez
| Số | Vt | Cầu thủ            | Ngày sinh (tuổi)            | Số trận | Câu lạc bộ           |
| -- | -- | ------------------ | --------------------------- | ------- | -------------------- |
|    | TM | Mario Osbén        | 14 tháng 7, 1955 (23 tuổi)  |         | Unión Española       |
|    | TM | Oscar Wirth        | 5 tháng 4, 1955 (24 tuổi)   |         | Colo-Colo            |
|    | HV | Eduardo Bonvallet  | 13 tháng 1, 1955 (24 tuổi)  |         | Universidad Católica |
|    | HV | Enzo Escobar       | 10 tháng 11, 1951 (27 tuổi) |         | Unión Española       |
|    | HV | Elías Figueroa     | 25 tháng 10, 1946 (32 tuổi) |         | Palestino            |
|    | HV | Mario Galindo      | 10 tháng 8, 1951 (27 tuổi)  |         | Colo-Colo            |
|    | HV | Raúl González      | 1956 (aged 23)              |         | Palestino            |
|    | HV | Alberto Quintano   | 26 tháng 4, 1946 (33 tuổi)  |         | U. de Chile          |
|    | HV | René Valenzuela    | 20 tháng 4, 1955 (24 tuổi)  |         | O'Higgins            |
|    | TV | Rodolfo Dubó       | 11 tháng 9, 1953 (25 tuổi)  |         | Palestino            |
|    | TV | Miguel Ángel Neira | 9 tháng 10, 1952 (26 tuổi)  |         | O'Higgins            |
|    | TV | Carlos Rivas       | 24 tháng 5, 1953 (26 tuổi)  |         | Colo-Colo            |
|    | TV | Manuel Rojas       | 13 tháng 6, 1954 (25 tuổi)  |         | Palestino            |
|    | TĐ | Mario Soto         | 10 tháng 7, 1950 (29 tuổi)  |         | Cobreloa             |
|    | TĐ | Oscar Fabbiani     | 17 tháng 12, 1950 (28 tuổi) |         | Palestino            |
|    | TĐ | Carlos Caszely     | 5 tháng 7, 1950 (29 tuổi)   |         | Colo-Colo            |
|    | TĐ | Víctor Estay       | 24 tháng 2, 1951 (28 tuổi)  |         | Unión Española       |
|    | TĐ | Jorge Peredo       | unknown                     |         | Unión Española       |
|    | TĐ | Waldo Quiroz       | 10 tháng 9, 1949 (29 tuổi)  |         | O'Higgins            |
|    | TĐ | Leonardo Véliz     | 3 tháng 9, 1945 (33 tuổi)   |         | Colo-Colo            |
|    | TĐ | Patricio Yáñez     | 20 tháng 1, 1961 (18 tuổi)  |         | San Luis Quillota    |

### Colombia
Huấn luyện viên:  Blagoje Vidinić
| Số | Vt | Cầu thủ              | Ngày sinh (tuổi)            | Số trận | Câu lạc bộ             |
| -- | -- | -------------------- | --------------------------- | ------- | ---------------------- |
|    | TM | José Mina            | 17 tháng 7, 1954 (24 tuổi)  |         | Independiente Santa Fe |
|    | TM | Pedro Zape           | 3 tháng 6, 1949 (30 tuổi)   |         | Deportivo Cali         |
|    | HV | Herberth Ríos        |                             |         | Once Caldas            |
|    | HV | Oscar Bolaño         | 14 tháng 4, 1951 (28 tuổi)  |         | Atlético Junior        |
|    | HV | Fernando Castro      | 11 tháng 2, 1949 (30 tuổi)  |         | Deportivo Cali         |
|    | HV | Miguel Escobar       | 18 tháng 4, 1945 (34 tuổi)  |         | Deportivo Cali         |
|    | HV | Miguel Prince        | 30 tháng 7, 1957 (21 tuổi)  |         | Atlético Bucaramanga   |
|    | HV | Luis Eduardo Reyes   | 27 tháng 1, 1954 (25 tuổi)  |         | América de Cali        |
|    | TV | José Chaparro        | 2 tháng 7, 1954 (25 tuổi)   |         | América de Cali        |
|    | TV | Hernán Darío Herrera | 28 tháng 10, 1957 (21 tuổi) |         | Atlético Nacional      |
|    | TV | Luis Fernando López  |                             |         | Independiente Santa Fe |
|    | TV | Víctor Lugo          | 15 tháng 4, 1954 (25 tuổi)  |         | América de Cali        |
|    | TV | Álvaro Muñoz         |                             |         | América de Cali        |
|    | TV | Rafael Otero         |                             |         | Deportivo Cali         |
|    | TV | César Valverde       | 23 tháng 8, 1951 (27 tuổi)  |         | Deportivo Cali         |
|    | TĐ | Rafael Agudelo       | 30 tháng 10, 1960 (18 tuổi) |         | Deportivo Cali         |
|    | TĐ | Arnoldo Iguarán      | 18 tháng 1, 1957 (22 tuổi)  |         | Cúcuta Deportivo       |
|    | TĐ | Ernesto Díaz         | 13 tháng 9, 1952 (26 tuổi)  |         | Atlético Junior        |
|    | TĐ | Jaime Morón          | 16 tháng 11, 1950 (28 tuổi) |         | Millonarios            |
|    | TĐ | Willington Ortiz     | 26 tháng 3, 1952 (27 tuổi)  |         | Millonarios            |
|    | TĐ | Alex Valderrama      | 1 tháng 10, 1960 (18 tuổi)  |         | Unión Magdalena        |
|    | TĐ | Eduardo Vilarete     | 20 tháng 6, 1953 (26 tuổi)  |         | Atlético Nacional      |

### Venezuela
Huấn luyện viên: Walter Roque
| Số | Vt | Cầu thủ               | Ngày sinh (tuổi)            | Số trận | Câu lạc bộ               |
| -- | -- | --------------------- | --------------------------- | ------- | ------------------------ |
|    | TM | Andrés Arizaleta      |                             |         | Atlético Zamora          |
|    | TM | César Semidey         | 3 tháng 10, 1954 (24 tuổi)  |         | Deportivo Táchira        |
|    | TM | Vicente Vega          | 21 tháng 2, 1955 (24 tuổi)  |         | Portuguesa FC            |
|    | HV | Pedro Javier Acosta   | 7 tháng 9, 1959 (19 tuổi)   |         | Deportivo Galicia        |
|    | HV | Ordan Aguirre         | 15 tháng 2, 1955 (24 tuổi)  |         | Deportivo Lara           |
|    | HV | Emilio Campos         | 22 tháng 8, 1954 (24 tuổi)  |         | Univerisdad de Los Andes |
|    | HV | Johnny Castellanos    |                             |         | Atlético Zamora          |
|    | HV | Pedro Castro          |                             |         | Deportivo Galicia        |
|    | HV | José Ramón Contreras  |                             |         | Deportivo Táchira        |
|    | HV | Juan José Vidal       | 29 tháng 5, 1959 (20 tuổi)  |         | Deportivo Italia         |
|    | TV | Bernardo Añor         | 7 tháng 10, 1959 (19 tuổi)  |         | Bingo                    |
|    | TV | Plinio Araque         |                             |         | Estudiantes de Mérida    |
|    | TV | Rafael Cadenas        |                             |         | Universidad de Los Andes |
|    | TV | Luis Mendoza          | 21 tháng 6, 1945 (34 tuổi)  |         | Deportivo Italia         |
|    | TV | Richard Páez          | 31 tháng 12, 1952 (26 tuổi) |         | Deportivo Táchira        |
|    | TV | Asdrúbal Sánchez      | 1 tháng 4, 1958 (21 tuổi)   |         | Universidad de Los Andes |
|    | TĐ | Rodolfo Carvajal      | 8 tháng 2, 1952 (27 tuổi)   |         | Universidad de Los Andes |
|    | TĐ | Ángel Castillo        | 18 tháng 4, 1957 (22 tuổi)  |         | Valencia FC              |
|    | TĐ | Pedro Febles          | 18 tháng 4, 1958 (21 tuổi)  |         | Deportivo Italia         |
|    | TĐ | Julio César Hernández |                             |         | Estudiantes de Mérida    |
|    | TĐ | Alexis Peña           | 1 tháng 7, 1956 (23 tuổi)   |         | Universidad de Los Andes |
|    | TĐ | Rafael Santana        | 1 tháng 12, 1944 (34 tuổi)  |         | Deportivo Portugués      |

## Bảng B

### Argentina
Huấn luyện viên:  César Luis Menotti
| Số | Vt | Cầu thủ              | Ngày sinh (tuổi)            | Số trận | Câu lạc bộ                  |
| -- | -- | -------------------- | --------------------------- | ------- | --------------------------- |
|    | TM | Ricardo Ferrero      | 5 tháng 4, 1955 (24 tuổi)   |         | Rosario Central             |
|    | TM | Enrique Vidallé      | 13 tháng 12, 1954 (24 tuổi) |         | Gimnasia y Esgrima La Plata |
|    | HV | Miguel Ángel Bordón  | 27 tháng 10, 1952 (26 tuổi) |         | Boca Juniors                |
|    | HV | Juan Carlos Bujedo   | 6 tháng 3, 1956 (23 tuổi)   |         | Vélez Sarsfield             |
|    | HV | Pedro Larraquy       | 13 tháng 6, 1956 (23 tuổi)  |         | Vélez Sarsfield             |
|    | HV | Victorio Ocaño       | 9 tháng 6, 1954 (25 tuổi)   |         | Talleres de Córdoba         |
|    | HV | Daniel Passarella    | 25 tháng 5, 1953 (26 tuổi)  |         | River Plate                 |
|    | HV | Eduardo Saporiti     | 29 tháng 12, 1954 (24 tuổi) |         | River Plate                 |
|    | HV | José Van Tuyne       | 13 tháng 12, 1954 (24 tuổi) |         | Rosario Central             |
|    | TV | Juan Barbas          | 23 tháng 8, 1959 (19 tuổi)  |         | Racing Club                 |
|    | TV | Ricardo Bochini      | 25 tháng 1, 1954 (25 tuổi)  |         | Independiente               |
|    | TV | José Luis Gaitán     | 7 tháng 9, 1957 (21 tuổi)   |         | Rosario Central             |
|    | TV | Américo Gallego      | 25 tháng 4, 1955 (24 tuổi)  |         | Newell's Old Boys           |
|    | TV | Jorge Gáspari        | 3 tháng 11, 1958 (20 tuổi)  |         | Quilmes                     |
|    | TV | Carlos Ángel López   | 17 tháng 7, 1952 (26 tuổi)  |         | Racing Club                 |
|    | TV | Diego Maradona       | 30 tháng 10, 1960 (18 tuổi) |         | Argentinos Juniors          |
|    | TV | José Daniel Valencia | 3 tháng 10, 1955 (23 tuổi)  |         | Talleres de Córdoba         |
|    | TĐ | José Antonio Castro  | 15 tháng 10, 1955 (23 tuổi) |         | Vélez Sarsfield             |
|    | TĐ | Hugo Coscia          | 12 tháng 10, 1952 (26 tuổi) |         | San Lorenzo                 |
|    | TĐ | Roberto Osvaldo Díaz | 3 tháng 3, 1953 (26 tuổi)   |         | Racing Club                 |
|    | TĐ | Sergio Fortunato     | 23 tháng 10, 1956 (22 tuổi) |         | Estudiantes                 |

### Bolivia
Huấn luyện viên:  Ramiro Blacut
| Số | Vt | Cầu thủ               | Ngày sinh (tuổi)            | Số trận | Câu lạc bộ          |
| -- | -- | --------------------- | --------------------------- | ------- | ------------------- |
|    | TM | Hebert Hoyos          | 29 tháng 4, 1956 (23 tuổi)  |         | Oriente Petrolero   |
|    | TM | Conrado Jiménez       |                             |         | Bolivar             |
|    | HV | Rogelio Delfín        | 4 tháng 9, 1955 (23 tuổi)   |         | Always Ready        |
|    | HV | Windsor del Llano     | 18 tháng 8, 1949 (29 tuổi)  |         | The Strongest       |
|    | HV | Erwin Espinosa        | 27 tháng 7, 1954 (24 tuổi)  |         | Oriente Petrolero   |
|    | TV | Aldo Fierro           | 19 tháng 6, 1954 (25 tuổi)  |         | Bolivar             |
|    | TV | Edgar Vaca            | 2 tháng 5, 1956 (23 tuổi)   |         | Blooming            |
|    | TV | Ramiro Vargas         | 22 tháng 10, 1958 (20 tuổi) |         | Bolivar             |
|    | TV | Eduardo Angulo        | 2 tháng 3, 1953 (26 tuổi)   |         | The Strongest       |
|    | TV | Carlos Aragonés       | 16 tháng 2, 1956 (23 tuổi)  |         | Bolivar             |
|    | TV | Pablo Baldivieso      | 30 tháng 6, 1949 (30 tuổi)  |         | Deportivo Municipal |
|    | TV | Carlos Fernando Borja | 25 tháng 12, 1956 (22 tuổi) |         | Bolivar             |
|    | TV | Luis González Roca    | 30 tháng 1, 1958 (21 tuổi)  |         | Oriente Petrolero   |
|    | TV | David Paniagua        | 30 tháng 4, 1959 (20 tuổi)  |         | The Strongest       |
|    | TV | Erwin Romero          | 27 tháng 7, 1957 (21 tuổi)  |         | Oriente Petrolero   |
|    | TĐ | Miguel Aguilar Eguez  | 29 tháng 9, 1953 (25 tuổi)  |         | The Strongest       |
|    | TĐ | Ovidio Messa          | 12 tháng 12, 1952 (26 tuổi) |         | The Strongest       |
|    | TĐ | Jesús Reynaldo        | 22 tháng 5, 1954 (25 tuổi)  |         | Bolivar             |

### Brasil
Huấn luyện viên:  Cláudio Coutinho
| Số | Vt | Cầu thủ                 | Ngày sinh (tuổi)            | Số trận | Câu lạc bộ       |
| -- | -- | ----------------------- | --------------------------- | ------- | ---------------- |
|    | TM | Carlos                  | 4 tháng 3, 1956 (23 tuổi)   |         | Ponte Preta      |
|    | TM | João Leite              | 13 tháng 10, 1955 (23 tuổi) |         | Atlético Mineiro |
|    | TM | Émerson Leão            | 11 tháng 7, 1949 (29 tuổi)  |         | Vasco da Gama    |
|    | HV | Edinho                  | 5 tháng 6, 1955 (24 tuổi)   |         | Fluminense       |
|    | HV | Gomes                   | 9 tháng 9, 1956 (22 tuổi)   |         | Guarani          |
|    | HV | Júnior                  | 29 tháng 6, 1954 (25 tuổi)  |         | Flamengo         |
|    | HV | Marco Antônio           | 6 tháng 2, 1951 (28 tuổi)   |         | Vasco da Gama    |
|    | HV | Nelinho                 | 26 tháng 7, 1950 (28 tuổi)  |         | Cruzeiro         |
|    | HV | Oscar                   | 20 tháng 6, 1954 (25 tuổi)  |         | Ponte Preta      |
|    | HV | Pedrinho                | 22 tháng 10, 1957 (21 tuổi) |         | Palmeiras        |
|    | HV | Antônio Rondinelli      | 26 tháng 4, 1954 (25 tuổi)  |         | Flamengo         |
|    | HV | Toninho                 | 7 tháng 6, 1948 (31 tuổi)   |         | Flamengo         |
|    | TV | Adílio                  | 15 tháng 5, 1956 (23 tuổi)  |         | Flamengo         |
|    | TV | Amaral                  | 25 tháng 12, 1954 (24 tuổi) |         | Corinthians      |
|    | TV | Batista                 | 8 tháng 3, 1955 (24 tuổi)   |         | Internacional    |
|    | TV | Paulo César Carpegiani  | 7 tháng 2, 1949 (30 tuổi)   |         | Flamengo         |
|    | TV | Toninho Cerezo          | 21 tháng 4, 1955 (24 tuổi)  |         | Atlético Mineiro |
|    | TV | Chicão                  | 30 tháng 1, 1949 (30 tuổi)  |         | São Paulo        |
|    | TV | Paulo Roberto Falcão    | 16 tháng 10, 1953 (25 tuổi) |         | Internacional    |
|    | TV | Jair Gonçalves          | 11 tháng 6, 1953 (26 tuổi)  |         | Internacional    |
|    | TV | Carlos Alberto Pintinho | 26 tháng 5, 1955 (24 tuổi)  |         | Vasco da Gama    |
|    | TV | Pita                    | 4 tháng 8, 1958 (20 tuổi)   |         | Santos           |
|    | TV | Renato                  | 21 tháng 2, 1957 (22 tuổi)  |         | São Paulo        |
|    | TV | Sócrates                | 19 tháng 2, 1954 (25 tuổi)  |         | Corinthians      |
|    | TV | Zenon                   | 31 tháng 3, 1954 (25 tuổi)  |         | Guarani          |
|    | TV | Zico                    | 3 tháng 3, 1953 (26 tuổi)   |         | Flamengo         |
|    | TĐ | Éder                    | 25 tháng 5, 1957 (22 tuổi)  |         | Grêmio           |
|    | TĐ | João Paulo              | 15 tháng 6, 1957 (22 tuổi)  |         | Santos           |
|    | TĐ | Juary                   | 16 tháng 6, 1959 (20 tuổi)  |         | Santos           |
|    | TĐ | Nílton Batata           | 5 tháng 11, 1954 (24 tuổi)  |         | Santos           |
|    | TĐ | Roberto Dinamite        | 13 tháng 4, 1954 (25 tuổi)  |         | Vasco da Gama    |
|    | TĐ | Serginho                | 23 tháng 12, 1953 (25 tuổi) |         | São Paulo        |
|    | TĐ | Tarciso                 | 15 tháng 9, 1951 (27 tuổi)  |         | Grêmio           |
|    | TĐ | Tita                    | 1 tháng 4, 1958 (21 tuổi)   |         | Flamengo         |
|    | TĐ | Zezé                    | 30 tháng 6, 1957 (22 tuổi)  |         | Fluminense       |

## Bảng C

### Ecuador
Huấn luyện viên:  Héctor Morales
| Số | Vt | Cầu thủ                  | Ngày sinh (tuổi)            | Số trận | Câu lạc bộ           |
| -- | -- | ------------------------ | --------------------------- | ------- | -------------------- |
|    | TM | Carlos Omar Delgado      | 7 tháng 2, 1949 (30 tuổi)   |         | El Nacional          |
|    | TM | Milton Vicente Rodríguez | 9 tháng 7, 1954 (25 tuổi)   |         | Rangers de Talca     |
|    | HV | Luis Escalante           | 19 tháng 1, 1945 (34 tuổi)  |         | El Nacional          |
|    | HV | Ecuador Figueroa         | 18 tháng 3, 1953 (26 tuổi)  |         | El Nacional          |
|    | HV | Fausto Klinger           | 15 tháng 4, 1953 (26 tuổi)  |         | Barcelona SC         |
|    | HV | José Francisco Paes      | 29 tháng 12, 1954 (24 tuổi) |         | América              |
|    | HV | Miguel Oswaldo Pérez     | 8 tháng 3, 1945 (34 tuổi)   |         | El Nacional          |
|    | HV | Flavio Perlaza           | 7 tháng 10, 1951 (27 tuổi)  |         | El Nacional          |
|    | TV | Luis Granda              | 2 tháng 7, 1955 (24 tuổi)   |         | El Nacional          |
|    | TV | Carlos Ron               | 16 tháng 12, 1953 (25 tuổi) |         | El Nacional          |
|    | TV | Carlos Torres Garcés     | 15 tháng 8, 1951 (27 tuổi)  |         | Emelec               |
|    | TV | José Villafuerte         | 27 tháng 11, 1956 (22 tuổi) |         | El Nacional          |
|    | TĐ | Jorge Luis Alarcón       | 8 tháng 2, 1956 (23 tuổi)   |         | LDU                  |
|    | TĐ | Hugo Barrera             |                             |         | LDU                  |
|    | TĐ | Juan Madruñero           | 26 tháng 4, 1954 (25 tuổi)  |         | Barcelona            |
|    | TĐ | Luis Cristóbal Mantilla  | 28 tháng 11, 1949 (29 tuổi) |         | Universidad Católica |
|    | TĐ | Roque Párraga            | 18 tháng 11, 1952 (26 tuổi) |         | América              |
|    | TĐ | Jorge Ron                | 26 tháng 2, 1954 (25 tuổi)  |         | El Nacional          |
|    | TĐ | Mario Tenorio            | 21 tháng 8, 1957 (21 tuổi)  |         | Deportivo Cuenca     |

### Paraguay
Huấn luyện viên:  Ranulfo Miranda
| Số | Vt | Cầu thủ              | Ngày sinh (tuổi)            | Số trận | Câu lạc bộ         |
| -- | -- | -------------------- | --------------------------- | ------- | ------------------ |
|    | TM | Alcides Báez         | 17 tháng 1, 1947 (32 tuổi)  |         | Libertad           |
|    | TM | Roberto Fernández    | 9 tháng 7, 1954 (25 tuổi)   |         | Cerro Porteño      |
|    | HV | Alejandrino Arce     |                             |         | Nacional           |
|    | HV | Cristín Cibils       | 13 tháng 3, 1956 (23 tuổi)  |         | Atlético Tembetary |
|    | HV | Juan Espínola        | 12 tháng 6, 1953 (26 tuổi)  |         | Libertad           |
|    | HV | Gerónimo Ovelar      |                             |         | Cerro Porteño      |
|    | HV | Roberto Paredes      | 2 tháng 12, 1956 (22 tuổi)  |         | Olimpia            |
|    | HV | Isidro Sandoval      | 15 tháng 5, 1959 (20 tuổi)  |         | Guaraní            |
|    | HV | Alicio Solalinde     | 1 tháng 2, 1952 (27 tuổi)   |         | Olimpia            |
|    | HV | Flaminio Sosa        |                             |         | Olimpia            |
|    | HV | Juan Torales         | 9 tháng 3, 1956 (23 tuổi)   |         | Sportivo Luqueño   |
|    | HV | Juan Manuel Villalba |                             |         | Libertad           |
|    | TV | Osvaldo Aquino       | 28 tháng 1, 1952 (27 tuổi)  |         | Olimpia            |
|    | TV | Arecio Colmán        | 10 tháng 6, 1951 (28 tuổi)  |         | Libertad           |
|    | TV | Adalberto Escobar    | 23 tháng 4, 1949 (30 tuổi)  |         | Libertad           |
|    | TV | Aldo Florentín       | 10 tháng 11, 1957 (21 tuổi) |         | Cerro Porteño      |
|    | TV | Carlos Kiese         | 1 tháng 6, 1957 (22 tuổi)   |         | Olimpia            |
|    | TV | Juvencio Osorio      | 1 tháng 6, 1950 (29 tuổi)   |         | Cerro Porteño      |
|    | TV | Mariano Pesoa        | 30 tháng 4, 1952 (27 tuổi)  |         | Cerro Porteño      |
|    | TV | Julio César Romero   | 28 tháng 8, 1960 (18 tuổi)  |         | Sportivo Luqueño   |
|    | TV | Hugo Talavera        | 31 tháng 10, 1949 (29 tuổi) |         | Olimpia            |
|    | TV | Luis Ernesto Torres  | 7 tháng 11, 1952 (26 tuổi)  |         | Olimpia            |
|    | TV | Tito Vera            |                             |         | Libertad           |
|    | TĐ | Isabelino Acosta     | 2 tháng 12, 1956 (22 tuổi)  |         | Sol de América     |
|    | TĐ | Roberto Cabañas      | 11 tháng 4, 1961 (18 tuổi)  |         | Cerro Porteño      |
|    | TĐ | Pedro Fleitas        | 11 tháng 7, 1953 (25 tuổi)  |         | Cerro Porteño      |
|    | TĐ | Evaristo Isasi       | 26 tháng 10, 1955 (23 tuổi) |         | Olimpia            |
|    | TĐ | Arsenio Meza         | 22 tháng 1, 1953 (26 tuổi)  |         | River Plate        |
|    | TĐ | Eugenio Morel        | 1 tháng 1, 1950 (29 tuổi)   |         | Libertad           |
|    | TĐ | Milcíades Morel      | 9 tháng 9, 1953 (25 tuổi)   |         | Libertad           |
|    | TĐ | Amado Pérez          | 24 tháng 6, 1959 (20 tuổi)  |         | Sol de América     |
|    | TĐ | Enrique Villalba     | 2 tháng 1, 1955 (24 tuổi)   |         | Olimpia            |

### Uruguay
Huấn luyện viên:  Roque Máspoli
| Số | Vt | Cầu thủ             | Ngày sinh (tuổi)           | Số trận | Câu lạc bộ  |
| -- | -- | ------------------- | -------------------------- | ------- | ----------- |
|    | TM | Freddy Clavijo      | 8 tháng 1, 1962 (17 tuổi)  |         | Defensor    |
|    | TM | Rodolfo Rodríguez   | 20 tháng 1, 1956 (23 tuổi) |         | Nacional    |
|    | HV | Domingo Cáceres     | 7 tháng 9, 1959 (19 tuổi)  |         | Peñarol     |
|    | HV | Hugo de León        | 27 tháng 2, 1958 (21 tuổi) |         | Nacional    |
|    | HV | Víctor Diogo        | 9 tháng 4, 1958 (21 tuổi)  |         | Peñarol     |
|    | HV | Washington González | 6 tháng 12, 1955 (23 tuổi) |         | Defensor    |
|    | HV | Nelson Marcenaro    | 4 tháng 9, 1952 (26 tuổi)  |         | Peñarol     |
|    | HV | José Hermes Moreira | 30 tháng 9, 1958 (20 tuổi) |         | Nacional    |
|    | HV | José Luis Russo     | 14 tháng 7, 1958 (20 tuổi) |         | Defensor    |
|    | HV | Mario Zoryez        |                            |         | Peñarol     |
|    | TV | Nelson Agresta      | 2 tháng 8, 1955 (23 tuổi)  |         | Nacional    |
|    | TV | Gary Castillo       |                            |         | Sud América |
|    | TV | Eduardo de la Peña  | 7 tháng 6, 1955 (24 tuổi)  |         | Nacional    |
|    | TV | Ildo Maneiro        | 4 tháng 8, 1947 (31 tuổi)  |         | Peñarol     |
|    | TV | Rubén Paz           | 8 tháng 8, 1959 (19 tuổi)  |         | Peñarol     |
|    | TV | Ember Quintas       |                            |         | Sud América |
|    | TV | Mario Saralegui     | 24 tháng 4, 1959 (20 tuổi) |         | Peñarol     |
|    | TV | Lorenzo Unanue      | 22 tháng 3, 1953 (26 tuổi) |         | Peñarol     |
|    | TV | Ernesto Vargas      | 1 tháng 5, 1961 (18 tuổi)  |         | Peñarol     |
|    | TĐ | Daniel Alonso       | 18 tháng 4, 1956 (23 tuổi) |         | Liverpool   |
|    | TĐ | Alberto Bica        | 11 tháng 2, 1958 (21 tuổi) |         | Nacional    |
|    | TĐ | Denís Milar         | 20 tháng 8, 1952 (26 tuổi) |         | Nacional    |
|    | TĐ | Washington Olivera  | 25 tháng 6, 1954 (25 tuổi) |         | Peñarol     |
|    | TĐ | Venancio Ramos      | 20 tháng 6, 1959 (20 tuổi) |         | Peñarol     |
|    | TĐ | Waldemar Victorino  | 22 tháng 5, 1952 (27 tuổi) |         | Nacional    |

## Bán kết

### Perú
Huấn luyện viên:  José Chiarella
| Số | Vt | Cầu thủ            | Ngày sinh (tuổi)            | Số trận | Câu lạc bộ             |
| -- | -- | ------------------ | --------------------------- | ------- | ---------------------- |
|    | TM | Eusebio Acasuzo    | 8 tháng 4, 1952 (27 tuổi)   |         | Universitario          |
|    | HV | Héctor Chumpitaz   | 12 tháng 4, 1944 (35 tuổi)  |         | Sporting Cristal       |
|    | HV | Rubén Toribio Díaz | 17 tháng 4, 1952 (27 tuổi)  |         | Sporting Cristal       |
|    | HV | Jaime Duarte       | 27 tháng 2, 1955 (24 tuổi)  |         | Alianza Lima           |
|    | HV | José Navarro       | 24 tháng 9, 1948 (30 tuổi)  |         | Sporting Cristal       |
|    | TV | César Cueto        | 16 tháng 6, 1952 (27 tuổi)  |         | Atlético Nacional      |
|    | TV | Raúl Gorriti       | 10 tháng 10, 1956 (22 tuổi) |         | Deportivo Municipal    |
|    | TV | Germán Leguía      | 2 tháng 1, 1954 (25 tuổi)   |         | Universitario          |
|    | TV | Jorge Olaechea     | 27 tháng 8, 1958 (20 tuổi)  |         | Alianza Lima           |
|    | TV | José Velásquez     | 4 tháng 6, 1954 (25 tuổi)   |         | Independiente Medellin |
|    | TĐ | Eugenio La Rosa    | 20 tháng 12, 1961 (17 tuổi) |         | Alianza Lima           |
|    | TĐ | Ernesto Labarthe   | 2 tháng 6, 1956 (23 tuổi)   |         | Sport Boys             |
|    | TĐ | Roberto Mosquera   | 21 tháng 8, 1956 (22 tuổi)  |         | Sporting Cristal       |
|    | TĐ | Percy Rojas        | 16 tháng 9, 1949 (29 tuổi)  |         | Sporting Cristal       |
|    | TĐ | Freddy Ravello     | 28 tháng 1, 1955 (24 tuổi)  |         | Alianza Lima           |